# Vintertrafik

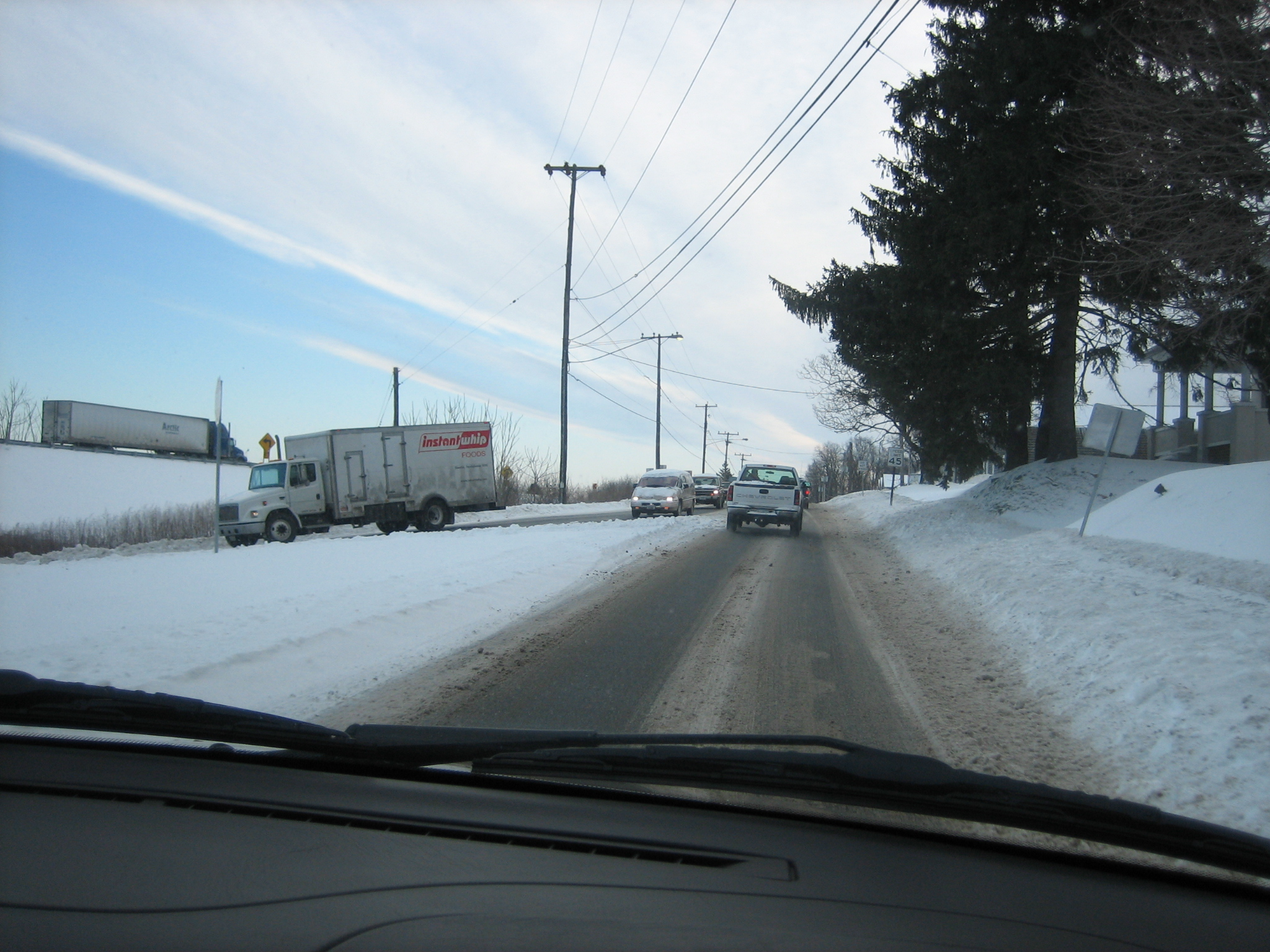
Vintertid påverkar snön trafiken, och ställer hårdare krav på föraren.

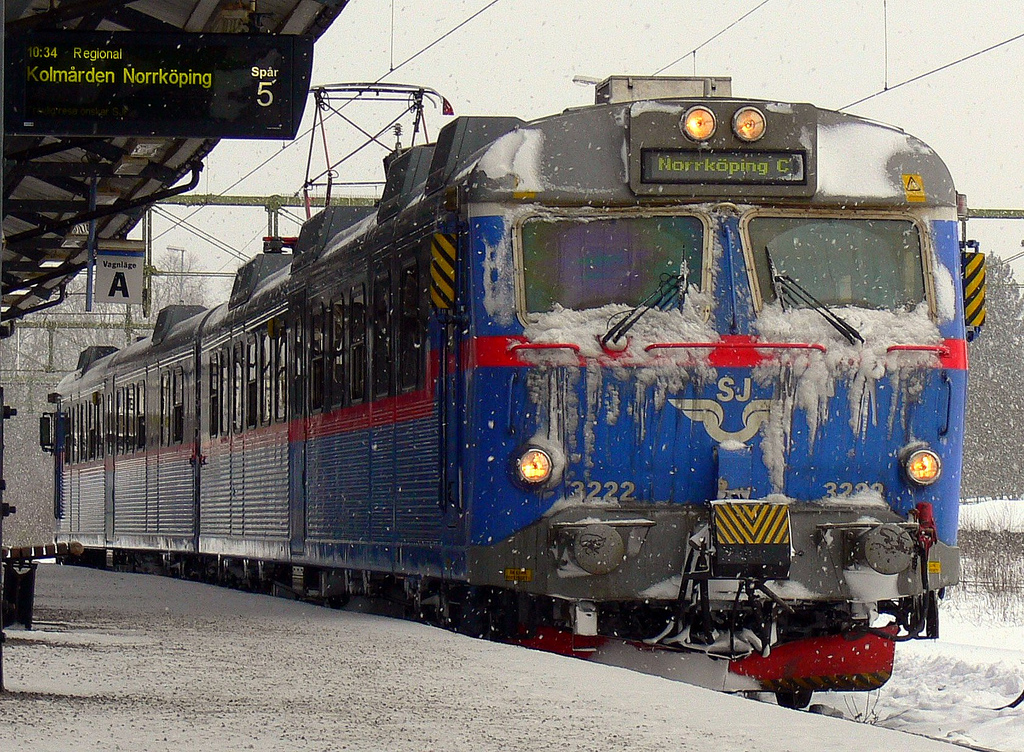
Tåg kan också bli försenat på grund av vinterförhållanden.

Vintertrafik är trafik under den tid vinter råder.
I trafiken händer det lättare under vintertid att fordonen dras in i olyckor på grund av de hala gatorna och vägarna. Körbanorna sandas regelbundet på många håll i världen. För ouppmärksamma trafikanter är vintersäsongens första halka den mest förrädiska, då den "finns men ofta inte syns".
Framkomligheten är ofta svårare vintertid, och även järnvägstrafiken drabbas då många tåg får ställas in och ersättas av extrainsatta bussar. Detta kan leda till förseningar. Framför tåg sätts ibland en snöplog. På vintern får oftare båttrafiken ställas in eller skjutas upp på grund av stormar ute på vattnet. Även med flygplan kan problem lätt uppstå om vintrarna.
Vinterkörning ställer hårdare krav på föraren. Den som tar körkort får övningsköra på en så kallad halkbana, som en förberedelse för halkan i trafiken vintertid.
Om bilen står parkerad ute länge på vintern kan motorvärmare vara användbart för att snabbare få igång den.
Vintertrafik innebär även mycket mörkerkörning. I städerna finns ofta mycket gatubelysning, men ute på landsbygden är många gånger bara större vägar belysta.

## Vintertrafik i världen
Beroende på klimatförhållanden finns olika beslut och åtgärder på olika håll i världen. Varmare platser har ofta bättre trafikförhållanden under vintern, medan kallare platser ofta står bättre förberedda då halkan, kylan och snön väl slår till. Platser där det inte lika ofta blir kallt har ofta svårare problem när väl vintern slår till, detta då man ofta inte är lika redo att hantera problemet.

### Sverige
Sverige har sedan 1999 lag på att vinterdäck, till vilka dubbdäck räknas, måste användas under perioden 1 december-31 mars om 1. vinterväglag råder och 2. man inte är på väg till eller från utlandet samt 3. färdas i svenskregistrerat fordon och är bosatt i Sverige. Utländska fordon behöver ej vinterdäck.
I Sverige sänks hastighetsgränsen på många vägsträckor från den 1 november, och dessa bestämmelser upphör den 15 mars i Götaland och Svealand (utom Dalarna), och i Dalarna och Norrland den 17 april. Beslutet om vilka vägsträckor som berörs skiljer sig mellan åren.
Under vintern blir trafikmeddelanden i Sveriges Radio P4 viktiga.
En undersökning i Sverige 2009 visade att varannan bilist inte har hunnit byta till vinterdäck innan den första halkan slår till .

### Andra länder
Reglerna för vinterdäck varierar mellan olika länder. I exempelvis Tyskland och Polen är dubbdäck strängt förbjudna på grund av det stora vägslitage dessa orsakar. Så är fallet inte i Storbritannien och Irland, men där slits istället dubbarna av på grund av vägreflexer (kallade cats eyes) som är inbyggda i vägarna.